# Остер (притока Десни)
Осте́р — річка в Чернігівській області України, ліва притока Десни (басейн Дніпра).

## Основні дані

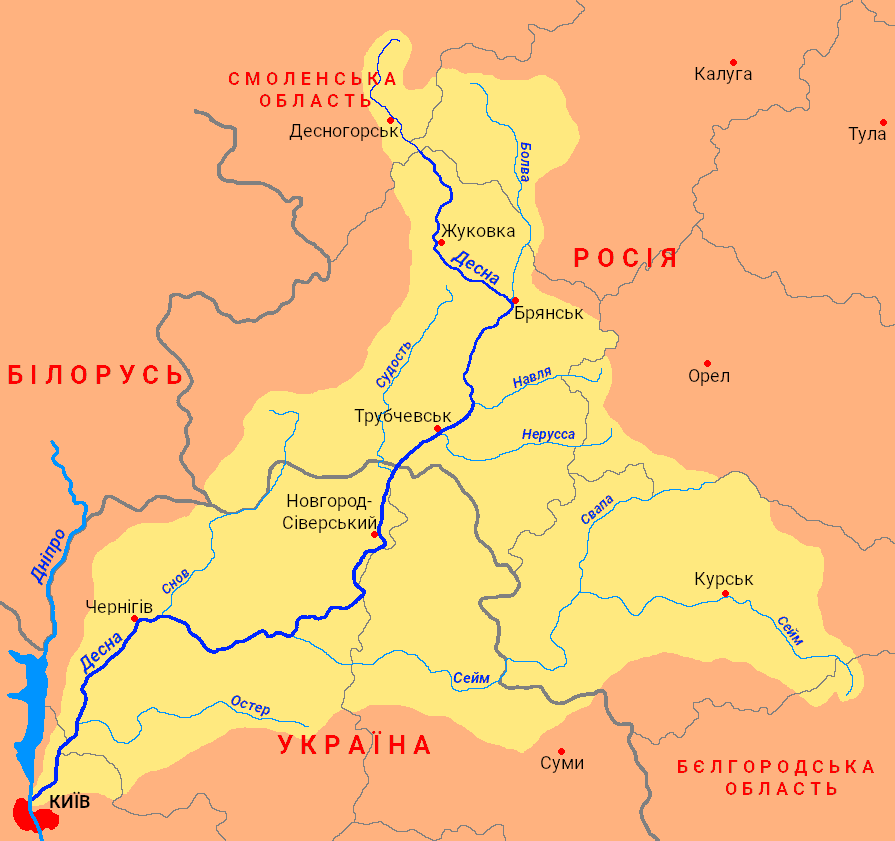
Остер на мапі басейну Десни

Довжина Остра — 199 км. Площа басейну — 2 950 км². Середній рівень витрат води становить на 27-кілометровій ділянці від гирла близько 3,2 м³/с.
Живлення переважно снігове.
У річку впадають 65 малих річок і струмків (із них 57 довжиною менше за 10 км). Сумарна довжина приток Остра — 509 км (із них струмків менше 10 км — 382 км). Густота річкової мережі — 0,24 довжини річок на км² площі басейну.

## Географія протікання
Річка бере початок біля с. Кальчинівки Ніжинського району.
Остер протікає Придніпровською низовиною в межах Чернігівського, Ніжинського та Прилуцького районів Чернігівської області.

## Притоки
- Ліві: В'юниця, Дівиця, Носовочка, Рудка.
- Праві: Безіменна, Брак, Смолянка, Рала.

## Історія

### Походження назви

Річка Остер влітку (2011 р.)

Сьогодні мало хто знає, що в минулі часи річка Остер мала назву, дещо відмінну від сучасної. У «Повісті минулих літ» під 988 роком її називають «Устрь», у літописі 1098 року — «Вьстрь», у «Книге Большому Чертежу» наприкінці XVI ст. — «Острь», у документі 1659 р. — «Остредь».
Можна простежити як з плином часу змінювалась назва річки, перетворюючись на сучасну: «Устрь» (як варіант «Вьстрь»), «Острь» — «Остредь» — «Остер».
Первинний зміст цього слова загубився в темряві століть. Адже назви річок (гідроніми) завжди мають давніше походження, ніж назви населених пунктів та сухопутних об'єктів. Прадавні люди, які ще не знали осілого життя, мандрували з місця на місце, маючи за орієнтири саме річки. Отже, і назви річок в прадавніх мовах виникали значно раніше, ніж назви населених пунктів. Деякі дослідники вважають, що назва річки Остер походить від великих риб осетрів, які начебто раніше в ній водилися.
Київський історик М. Корінний схильний відносити походження назви річки до часів готської навали (IV—V ст.), оскільки німецькою мовою «Остер» означає «східний». На думку вченого, саме по Остру проходив східний кордон готських володінь.
Ніжинський краєзнавець Г. Васильківський припускав, що стародавня назва річки Вьстрь, яка згадується в Іпатіївському літописі, як одна з річок (разом з Десною, Трубежем, Сулою, Стугною), на якій в 988 році Володимир Святославович почав будувати перші городища, походить від стрілоподібної, гострої форми русла в місці впадання Остра в Десну.
Більшість істориків поділяють думку археолога В. Петрова, що сполучення «стр» у річкових назвах Остер, Стрий, Стриж, Пострив тощо є відгомоном одного з прадавніх слів, які використовувалися в назвах водойм. Слова з основою «стр» можна віднайти в українській (струмок, острів); російській (стремнина, струя); латиській (страутс — струмок, струга — болото, страва — течія) мовах.
Аналогічні слова з основою «стр» існують в польській, литовській, пруській, балтійській мовах, які мають спільне походження й беруть свій початок від давньої індоєвропейської мови, що існувала близько 5-4 тис. років тому. Тепер ця мова мертва. Найближчою до неї вважають санскритську, яка збереглась у деяких народів Північної Індії. Тут і досі існує дієслово «страваті» що означає «текти». Саме воно і є найближчим залишком того прадавнього слова, від якого походять слова, пов'язані з водною стихією з основою «стр». Цілком імовірно, що назва річки Остер теж походить від прадавнього індоєвропейського слова, яке означало «текуча вода, струмок, річка». Виникла вона в ті часи, коли на українській землі за доби бронзи (II−І тис. до н. е.) з'явились наші далекі предки — індоєвропейські кочові племена скотарів та землеробів. Саме вони залишили нам на згадку про себе рештки поселень, поховальні пам'ятники — височенні кургани — могили й дали назву нашій річці.

(За О. Морозовим)

### Чи був Остер судноплавним?
Якщо поглянути на річку Остер, біля якої розкинулось мальовниче місто Ніжин, важко собі уявити, що в минулому вона була судноплавною. Міліти річка почала порівняно недавно, внаслідок бездумного втручання людини у довкілля. Вирубування лісів, осушування боліт почалися з XVII ст. й призвели до порушення рівноваги в природі, викликали суттєве зниження рівня ґрунтових вод.
Наприкінці 1780-х років відомий дослідник О. Шафонський писав про Остер, що, незважаючи на греблі та млини, які перегороджують річку в багатьох місцях, попри те, що деінде вона взагалі зливається з болотом, колись річка була така ж глибока, як Десна чи Дніпро, і по ній плавали масивні судна. Своє припущення дослідник пояснює обставиною, що навіть біля самих Білих Веж (витоків Остра) знаходили шматки великих розбитих кораблів.
Відомий археолог та історик В. Ляскоронський, котрий працював у Ніжинському історико-філологічному інституті, вважав, що в лісах, які простягалися в ті часи вздовж берегів Остра, стародавні теслярі могли виготовляти великі човни, а потім, під час весняної повені, сплавляти їх до Десни чи Дніпра. Якщо такий корабель, з якихось причин, не встигав успішно дійти до великої річки, він гинув або залишався там до наступного року. Ця гіпотеза видається досить вірогідною, бо подібні традиції зберігалися аж до кінця XIX століття в басейні Дону та Приазов'я. Звичайно, порівняння Остра з Десною та Дніпром є дещо перебільшеним, але невеличкі та середні за розмірами човни могли спокійно плавати Остром у ті далекі часи. Можливо, тут існувала велика кількість волоків, за допомогою яких купці перетягували свої човни з товарами, зокрема з Остра в Удай або Трубіж.
Цікавий і ще один факт. У стародавньому збірнику літописця Нестора під 1078 роком згадується поселення Нежатина Нива, біля якого під час міжусобної війни між великим Київським князем Ізяславом і Чернігівськими князями Олегом та Борисом відбулася «люта сеча». У цій битві на Нежатиній Ниві загинув Ізяслав, тіло якого «на ладї по річках перевезено до Переяслава». Тією річкою, по якій перевозили тіло вбитого князя, міг бути тогочасний Остер, бо біля села Данівка він сходиться з верхів'ям річки Трубіж, на берегах котрої й стоїть Переяслав. Пізніше ж, починаючи з XVII ст., Остер, перегороджений численними млинами та греблями, судноплавним уже не був. Про це свідчать «Переписні книги» московського уряду 1665 року, опис Чернігівського намісництва 80-х років XVIII ст., у яких говориться, що дана річка «пристаней не имеет».
Інколи можна почути, що нібито греки, поселившись у Ніжині, побудували на Острі пристань і користувалися річкою як водним шляхом, перевозячи по ній свої товари на вітрильниках.
Документи стверджують, що серед ніжинських греків дійсно були власники торгових кораблів, які стояли на Чорному морі.
До Ніжина товари доставлялися водним шляхом, але по Десні. Будівельний і дров'яний ліс, вапно, залізо шинне, каміння дике й жорнове та інші товари із Брянського, Трубчевського й Новгород-Сіверського повітів вивантажувались на Кладьківській пристані, а звідтіля волами або ж кіньми завозились до Ніжина.

(За Ю. Москаленком)

### Млини на Острі
Історію річки Остер можна поділити на три етапи: перший — найдавніший, коли річка була шляхом сполучення (за часів Київської Русі), другий — після колонізації Чернігівщини польсько-литовською державою (доба гребель і млинів), яка позбавила Остер його старого значення й призвела до повного заболочення, третього періоду.
Однією з причин обміління й заболочення Остра, як вказує І.Спаський, були численні греблі, млини, ступи та сукновальні, які, працюючи на річці, зупиняли природний рух води.
Найдавніше повідомлення про існування млинів на Острі дає грамота польського короля Сигізмунда III, у якій, надаючи Ніжину Магдебурзьке право, правитель дозволяв міщанам варити мед, пиво, робити солод і викурювати горілку. Але солод, як і збіжжя, міщанам потрібно було десь молоти. Існуючих млинів не вистачало, і польська влада заохочувала ніжинців до побудови нових млинів та гребель. У тому ж документі вже згадується млин на Овдіївській греблі (Заплот'ї).
Дані «Переписних книг» свідчать про те, що водяні млини та греблі існували в XVII ст. від верхів'я до гирла річки, протягом усієї майже двохсоткілометровоїтечії Остра. Так, наприклад, у верхів'ї водяний млин працював у Івангороді, а нижче Ніжина їх налічувалось п'ять у Козарах, сім у Козельці, вісім в районі Остра.

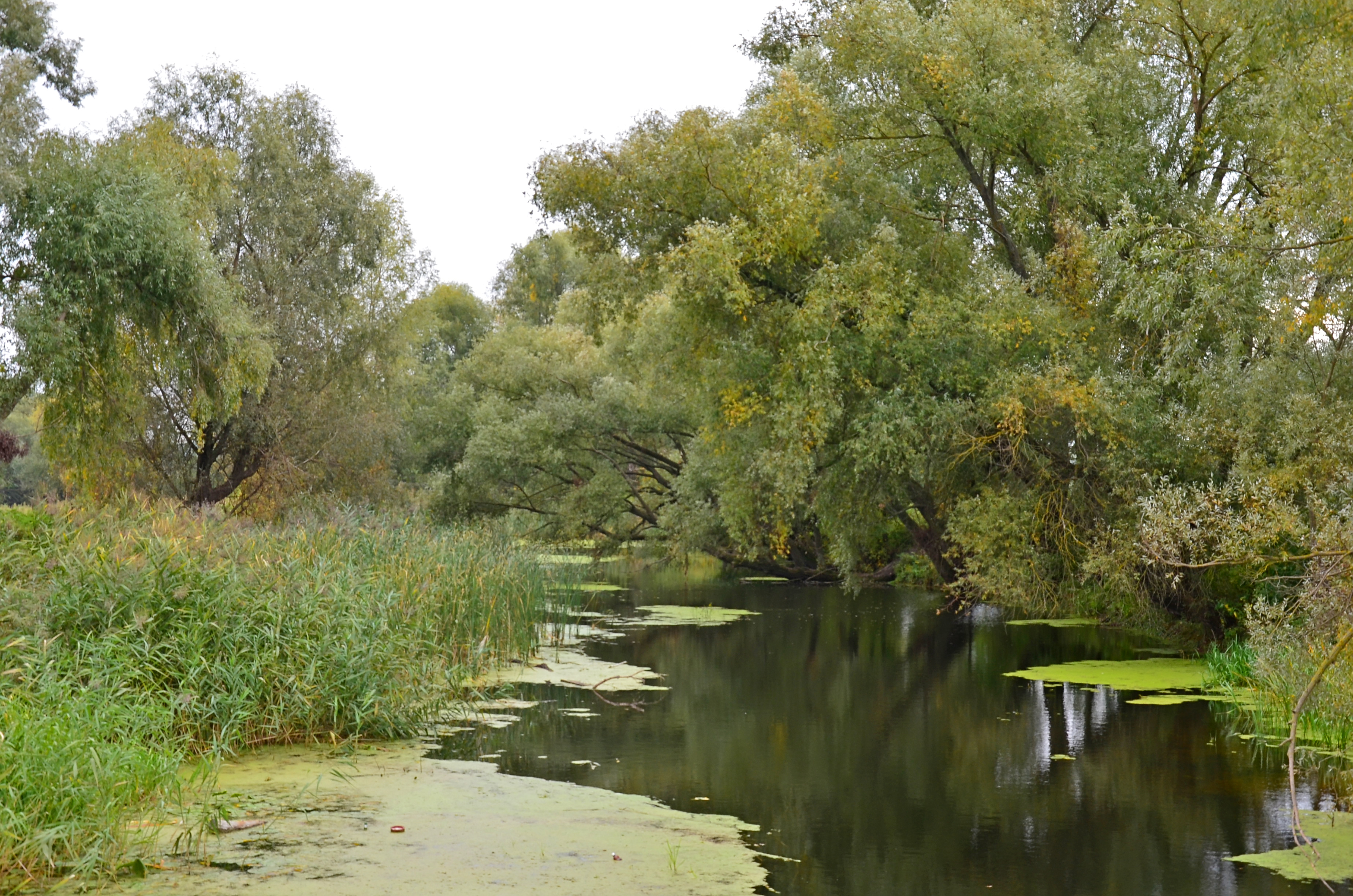
Річка Остер у місті Остер

Більшість гребель служила мостовим переходом через річку й підтримувалася в належному стані всією громадою. На одній греблі інколи працювало декілька млинів. Така кількість споруд, звичайно ж, становила перешкоду для плавання між населеними пунктами навіть незначних за розмірами човнів. А кількість млинів усе зростала.
Згадуються ніжинські млини в Універсалах І. Мазепи (1696 р., 1698 р.), Д. Апостола (1729 р.), грамотах Петра І (1709 р.)та Анни Іоанівни (1736 р).
У другій половині XVIII ст. О. Шафонський зазначає 7 млинів у Борзнянському повіті, 6 — у Липовому Розі, 4 — в Орішному, 5 — у Мрині, 7 — у самому Ніжині. (Чотири з них були споруджені на міській греблі й мали 13 поставів, а три, що мали 5 поставів, знаходились на Овдіївській греблі). За даними 1782 р. у Ніжині і на його околицях працювало вже 38 млинів.
Ніжинщина того часу нараховувала 7 невеликих річок. Це Веприк, Рівчак, Химівка, Смолянка та три притоки Остра — Новий Потік (р. Дівиця), Кропивна (р. В'юниця) та Носівка (р. Носовочка). Майже на кожній з цих річок теж стояли млини. Цікаво, що навіть найменші водойми були пристосовані для їх роботи. Зокрема, в центрі села Вертіївки працював водяний млин на болоті Богачка, де весною або за дощового літа, накопичувалась вода, яка й приводила механізми в дію.
Виходячи з цих даних, можна уявити собі, який вигляд тоді мала річка Остер.
Як пише О. Шафонський, річка текла досить широким потоком поміж старого Замку (територія сучасного базару), своєю водою наповнюючи оборонний рів.
Міська гребля в згаданий час існувала біля Чернігівських воріт, де тепер Ліцейський міст, що веде до площі педуніверситету.

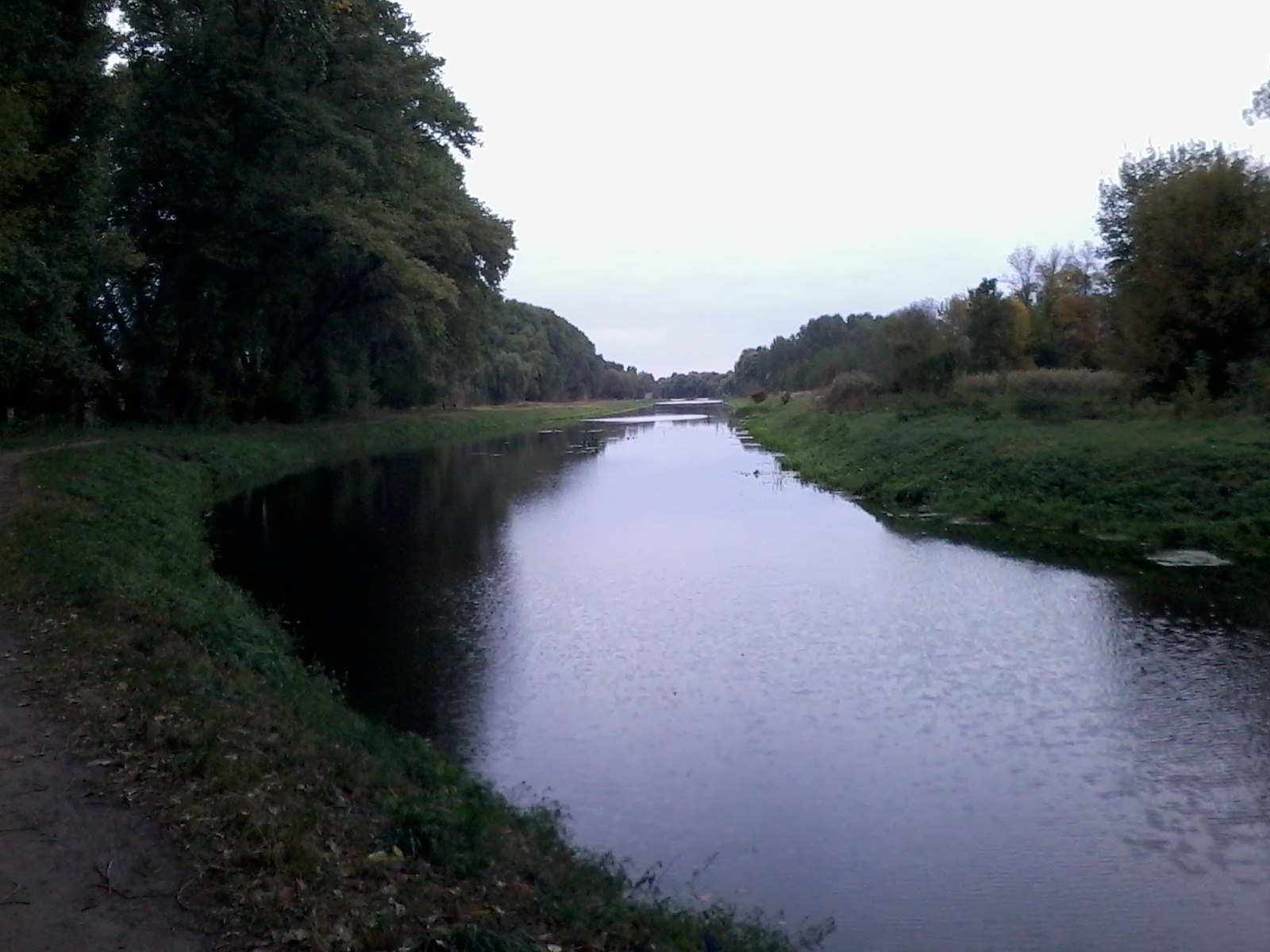
Річка Остер

У районі міста, нижче міської греблі, Остер був широким і надто мілководним, сягаючи за шириною від набережної біля міського валу до сучасної території музичної школи та нового навчального корпусу педуніверситету. Далі річка переходила в дуже вузький потік серед болота. Десь, біля нинішнього Магерського мосту, була друга гребля.
У кінці XVIII ст. більшого поширення набуваються вітряки, тобто млини, які діяли завдяки енергії вітру. Споруджувались вони на високих відкритих місцях, на пагорбах. Поступово вітряки починають витісняти млини. Уже на початок XIX ст. у Ніжинському повіті нараховувалось 308 вітряків, з них у Ніжині − 15 (9 — в районі Магерок, 6 — в районах Мигалівки та Кручі).
Постав вітряків, так само, як і водяних млинів, складався з двох попарно працюючих жорнів — бігуна та лежняка. Вітряки будували так, що їх можна було обертати проти напрямку вітру. У ці роки згадуються і млини, які приводилися в дію від кінного приводу. Такий млин на три постави працював у Вертіївці.
З появою парових млинів, а особливо нової техніки помолу, водяні млини поступово зникли.
До середини XIX ст. (найдовше в Ніжині) працювала друга, Овдіївська гребля, а на ній і млин.

Остер в урочищі Ветхе

(За Ю. Москаленком)

### Скарби річки Остер
З меліоративними роботами на Острі пов'язані легенди про невичерпні скарби нашої річки. Записав оповідки Г. Васильківський.
За однією з них, на дні Остра лежать затоплені римські судна ще часів Августа. Ось чому там постійно знаходять римські монети — срібні динарі.
За другою легендою, якась іноземна фірма (чи то американська, чи французька) до 1917 року бралася за власні кошти очистити Остер з умовою, що всі знайдені скарби будуть належати їй.
Дійсно, під час меліоративних робіт у річці знаходили динари епохи Августа. Останню римську монету підібрали під час меліоративних робіт у 1957 році.
Однак, великі знахідки римських монет були відшукані не в руслі Остра, а на шляху, уздовж його течії («Пашківський скарб» римських монет, знайдений у 1873 році на шляху з Ніжина до села Пашківки, — є незаперечним доказом тісних торговельних зв'язків мешканців краю з античним світом Римської імперії, завдяки судноплавству).
Крім античних скарбів, у приостерському регіоні Ніжина знаходили монети Київської Русі домонгольського періоду. Тепер цей скарб відомий усьому вченому світові, як Ніжинський. Про нього писали навіть іноземні видання. Узагалі, Ніжин і оточуючі його місцевості, відмічені на рідкість численними знахідками монет. У книзі Кропоткіна «Про скарби і знахідки» вказується до 40 таких скарбів поблизу Ніжина.

### Як рятували Остер
Річка Остер на початок XIX ст. прийшла в такий стан, що конче потрібно було вживати якихось заходів. Річка була дуже забруднена, мала грузькі береги, поширювала сморід. Міська Дума в 1803 р. постановила рятувати Остер. Кошти збирало все місто. У 1812—1815 рр. почались роботи по введенню русла річки в канал, звуження і поглиблення його. Одночасно, замість міської греблі, на чернігівському шляху в 1815 р. спорудили міст, який пізніше одержав назву Ліцейського; береги проритого каналу обклали дубовими колодами, обсадили деревами. На плані Ніжина 1835 року канал уже існував. Він починався від Калинового мосту (тепер — Замковий), прямо, як стріла, ішов до Спаського мосту (тепер Московський), між ним і Ліцейським мостом був найширшим, на два коліна, і продовжувався до Магерок. Мав обкладений дерев'яною обшивкою канал, гарні східці з перилами, які вели до води.
І. Спаський розповідає, що у 80-90-х роках XIX ст. на Острі, за Магерським мостом, функціонували дві купальні: чоловіча і жіноча. При теплому літі ніжинці купалися майже до кінця жнив. Дехто з тогочасних мешканців запевняв, що купання в Острі зцілювало від усіх хвороб краще ніж закордонні курорти.
Зимою на Острі влаштовували міську ковзанку. Улітку улюбленою забавою молоді було катання по річці на човнах. Між Ліцейським і Магерським мостами знаходилась човнова станція.
На початку XX ст. каналу вже не було видно. Знову з'явилось болото, яке з середини літа зеленіло від ряски. У роки громадянської війни постраждали мости. їх відбудували заново в 1924—1925 роках.
У1930 році І. Спаський писав: «Ніжинці дуже люблять свій Остер. На ознаку до нього своєї пошани, вони кидають туди дохлих котів і собак, а останніх років п'ять вивозять щозими на лід сотні підвід сміття, а потім починають возити цей лід у льодовні».
У 1930-х роках у Ніжині провели меліоративні роботи, і Остер знову ожив. Рятували річку й після Німецько-радянської війни, і в перші роки XXI століття.
Як хороше, що в місті є живильна водна артерія. Але від нашого з вами ставлення до неї залежить, що саме вона нам нестиме: здоров'я й радість, чи бруд, сморід та інфекції.

Остер взимку

### Ніжинські мости
У Ніжині Остер тече зі сходу на захід. У давнину в межах міста через річку було перекинуто чотири мости.
Якщо вирушити від Покровської церкви вниз за течією річки, першим з'явиться Калиновий міст, названий так через густі хащі калини, котра росла вздовж річки. Ніжинці називали його ще Керосинним, бо поряд була лавка, де торгували керосином, та Вороб'ївським, бо сполучав центр міста з околицею Вороб'ївка. Нині це Замковий міст.
Другий міст-Спаськии. Він головний по Московській вулиці. З базарної площі Старого міста, його ще називали «Верхнім містом», Спаськии міст вів до Нового («Нижнього міста») у напрямку на Чернігів і Москву. Назву свою одержав від Спасо-Преображенської церкви, яку збудували першою в Новому місті. Нині це Московський міст.
Нижче знаходився Ліцейський міст, збудований 1815 року на місці міської греблі.
Четвертий — Магерський, бо вів до околиці Магерок по Хрестовоздвиженській (нині Воздвиженська) вулиці.
За Магерським мостом знаходилась Овдіївська гребля (Заплот'я), тепер міст ім. Попудренка.
Вище цих мостів була споруджена пішохідна переправа через Остер (земляна гатка) з невеликим пішохідним містком з Вороб'ївки на Мигалівку. Називалась ця переправа Черновою греблею. У її кінці, на лівому березі Остра, на Мигалівці, знаходилась садиба зі старовинним парком. До 70-х років XIX ст. тут існував мідно-ливарний завод, що виготовляв славнозвісні дзвони. І садиба, і парк, і завод належали ніжинським купцям Черновим. Звідси й назва переправи Чернова гребля (а не Червона, як говорять тепер). Уся ж місцевість, пов'язана з ніжинськими капіталістами Черновими, називалась Черновщиною. Останнім господарем садиби й парку був учитель жіночої гімназії Мельников. Тому місцеві жителі іноді називали цю територію ще й «Мельникове».

#### Ліцейський міст
Історія цього мосту налічує понад півтора століття. Ніжинська фортеця мала лише один виїзд — через Московський міст. Інших мостів у Ніжині не було до 30-х років XIX ст.
Сполучення з фортецею Магерок, розташованих на захід від вулиці Чернігівської, здійснювалося через міську греблю, яка знаходилася на місці нинішнього Ліцейського мосту. Там, де нині починається сучасна вулиця Небесної Сотні, у стінах фортеці стояли Чернігівські ворота. Гребля перетинала Остер, внаслідок чого підвищувався рівень води, і це давало можливість працювати водяним млинам, які працювали на ній.

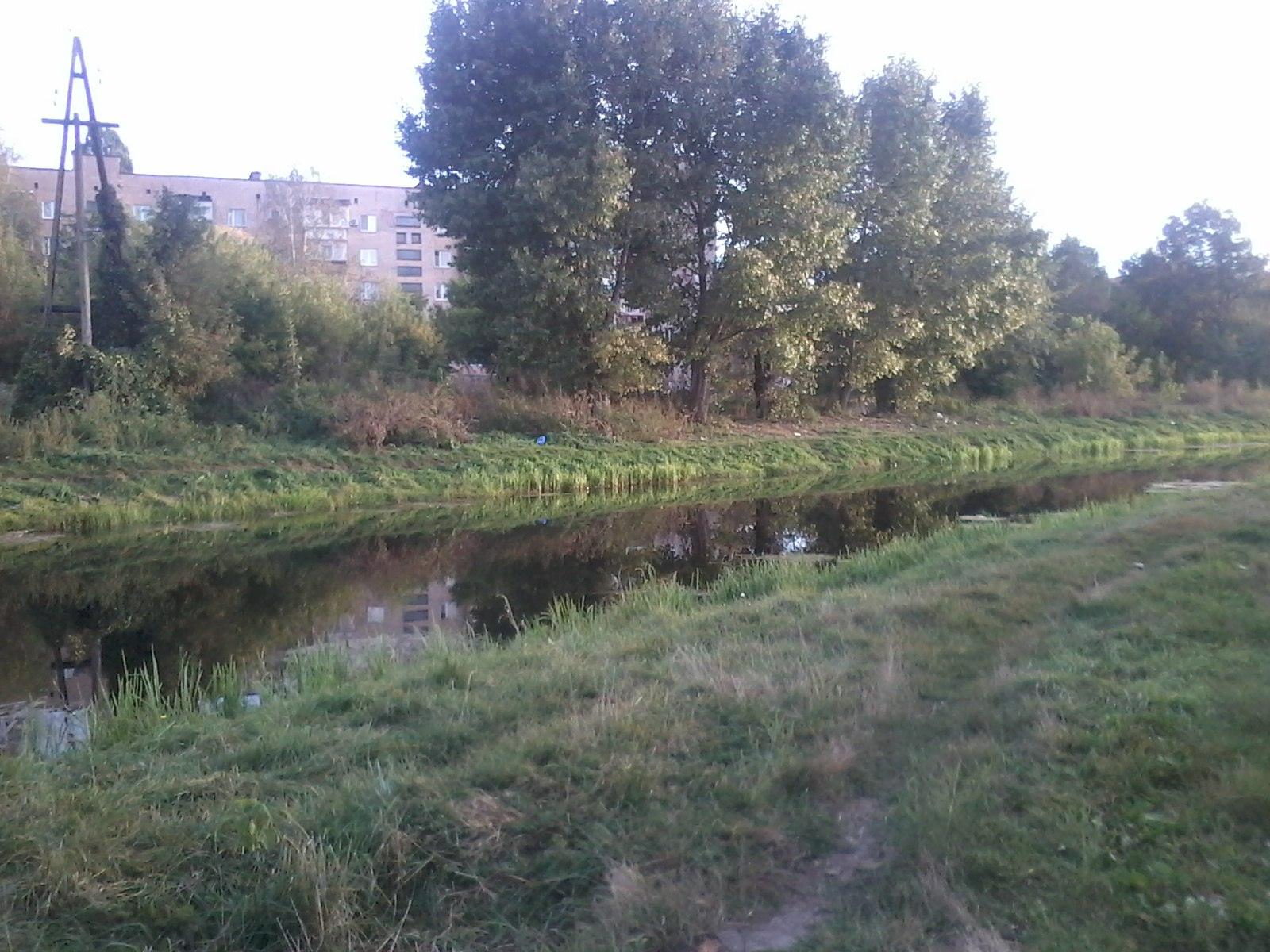
Берег річки Остер біля Магерського мосту

У січні 1787 року імператриця Катерина II здійснювала подорож до Криму, і Ніжинське грецьке товариство спорудило дерев'яні Тріумфальні ворота для проїзду на територію садиби графа Вітгенштейна, де цариця мала зупинитись на ніч. Тріумфальні ворота були розташовані на місці сучасної площі ім. Гоголя перед вулицею Чернігівською. Садиба графа Вітгенштейна знаходилась на нинішній території університету, і в часи приїзду імператриці, уже була власністю Безбородьків. Коли вирішувалось питання про місце спорудження будинку гімназії, на допомогу І. А. Безбородьку прийшов його племінник — граф В. П. Кочубей. Він і порадив спорудити гімназію в Ніжині.
Закладення фундаменту будинку гімназії почалося в 1807 році. Одначе, наявність греблі негативно впливала на будівництво: заважало підняття фунтових вод. Тому в 1808—1812 роках почали регулювати води Остра каналом. Міську греблю ліквідували.
З'явилась потреба в новому мості на місці міської греблі. У1832 році на північному березі Остра проти Чернігівських воріт фортеці почали зводити новий міст. Оскільки в 1832 році Гімназія вищих наук кн. Безбородька була реорганізована в ліцей, то й новий міст одержав назву Ліцейський.
Вулиця, яка починалась від Чернігівських воріт до нинішньої вулиці Гоголя, теж називалась Ліцейською (нині вул. Небесної Сотні). До побудови мосту цю вулицю йменували Мостовою, тому що вона була вимощена колодами. В Ніжині існувала ще одна Мостова вулиця, котру пізніше перейменували на Московську (нині вул. Гоголя).

## Застосування
У заплаві річки споруджено Остерську осушувальну систему, в середній течії відводить воду системою шлюзів до Трубежа. Нижче за течією споруджено ГЕС.
Місцина протікання Остра має певні рекреаційні властивості, що уможливлюють розвиток туризму: мальовничі краєвиди берегів із високими кручами, оповиті зеленню; крім того, річкова вода містить йод, є цілющою і може бути дієвою для лікування низки захворювань.
Над Остром розташовані міста Ніжин та Остер (при впадінні у Десну); райцентр Козелець, села Мрин, Адамівка, Липів Ріг, Крути та Данівка.